# Cortes (Madrid)
Cortes es un barrio de la ciudad de Madrid, ubicado en el distrito Centro. Dentro de él se encuentra la zona conocida como «barrio de las Letras» (también llamado «Huertas»), considerado por muchos un barrio propio.

## Toponimia
Su nombre oficial se debe a que dentro de este barrio se encuentra el Congreso de los Diputados, cámara baja de las Cortes Generales de España. El sobrenombre, más popular entre la población, se debe a las "huertas del prado" que había en el siglo XVII en el actual paseo del Prado, que también dan nombre a la principal calle del barrio: la calle de las Huertas.

## Geografía física

### Situación
El barrio está limitado por el Paseo del Prado, la calle de Atocha, la calle de la Cruz, la calle Sevilla, la calle de la Virgen de los peligros, la calle Gran Vía y la calle de Alcalá.

## Transportes

### Ferrocarril
Ninguna estación de Cercanías Madrid está situada dentro del barrio. Sin embargo, las estaciones de Sol (C-3 y C-4) y Atocha (C-2, C-3, C-4, C-5, C-7, C-8, C-10 y trenes de Media y Larga distancia) están situadas razonablemente cerca de sus límites, y hay zonas del barrio en su área de influencia directa. Además se puede llegar a las mismas fácilmente mediante las líneas 1 y 2 de metro.

### Metro
El barrio solo posee estaciones de las líneas 1 y 2 de metro, situadas en su límite sur y norte, respectivamente. Las estaciones que dan servicio al barrio son Antón Martín y Estación del Arte, en la línea 1, y Sevilla y Banco de España, en la 2.

### Autobuses
| Línea             | Terminales                                     |
| ----------------- | ---------------------------------------------- |
| 1                 | Cristo Rey – Prosperidad                       |
| 2                 | Manuel Becerra – Reina Victoria                |
| 3                 | Puerta de Toledo – San Amaro                   |
| 5                 | Sol/Sevilla – Estación de Chamartín            |
| 6                 | Jacinto Benavente – Orcasitas                  |
| 9                 | Sevilla – Hortaleza                            |
| 10                | Cibeles – Palomeras                            |
| 14                | Conde de Casal – Avda. Pío XII                 |
| 15                | Sol/Sevilla – La Elipa                         |
| 20                | Sol/Sevilla – Pavones                          |
| 26                | Tirso de Molina – Diego de León                |
| 27                | Embajadores – Pza. Castilla                    |
| 32                | Jacinto Benavente – Pavones                    |
| 34                | Cibeles – Las Águilas                          |
| 37                | Cuatro Caminos – Puente de Vallecas            |
| 45                | Legazpi – Avda. Reina Victoria                 |
| 46                | Sevilla – Moncloa                              |
| 50                | Plaza Mayor – Avda. Manzanares                 |
| 51                | Sol/Sevilla – Plaza Perú                       |
| 52                | Sevilla – Santamarca                           |
| 53                | Sol/Sevilla – Arturo Soria                     |
| 65                | Jacinto Benavente – Colonia Gran Capitán       |
| 74                | Pº Pintor Rosales – Parque de las Avenidas     |
| 146               | Callao – Los Molinos                           |
| 150               | Sol/Sevilla – Virgen del Cortijo               |
| 001               | Estación de Atocha - Moncloa                   |
| 002               | Puerta de Toledo - Argüelles                   |
| C03               | Puerta de Toledo - Argüelles                   |
| N1                | Cibeles – Sanchinarro                          |
| N2                | Cibeles – Valdebebas                           |
| N3                | Cibeles – Feria de Madrid                      |
| N4                | Cibeles – Barajas                              |
| N5                | Cibeles – Colonia Fin de Semana                |
| N6                | Cibeles – El Cañaveral                         |
| N7                | Cibeles – Valderrivas                          |
| N8                | Cibeles – Pavones                              |
| N9                | Cibeles – Ensanche de Vallecas                 |
| N10               | Cibeles – Palomeras                            |
| N11               | Cibeles – Madrid Sur                           |
| N12               | Cibeles – Butarque                             |
| N13               | Cibeles – Colonia San Cristóbal de los Ángeles |
| N14               | Cibeles – Villaverde Alto                      |
| N15               | Cibeles – Hospital 12 de Octubre               |
| N16               | Cibeles – Avenida de la Peseta                 |
| N17               | Cibeles – Carabanchel Alto                     |
| N18               | Cibeles – Las Águilas                          |
| N19               | Cibeles – Colonia San Ignacio de Loyola        |
| N20               | Cibeles – Pitis                                |
| N21               | Cibeles – Arroyo del Fresno                    |
| N22               | Cibeles – Barrio de La Paz                     |
| N23               | Cibeles – Montecarmelo                         |
| N24               | Cibeles – Las Tablas                           |
| N25               | Alonso Martínez – Villa de Vallecas            |
| N26               | Alonso Martínez – Aluche                       |
| Exprés Aeropuerto | Atocha – Aeropuerto                            |
| Exprés Aeropuerto | Cibeles – Aeropuerto                           |
| M1                | Sol/Sevilla – Embajadores                      |
| M3                | Puerta de Toledo - Sol / Sevilla               |